# Міністерство культури Нової Зеландії
 Міністерство культури Нової Зеландії (MCH) — державний відділ уряду Нової Зеландії, якому доручено консультувати уряд з питань, що стосуються мистецтва, культури, історичної спадщини, спорту, відпочинку та радіомовлення, а також участь у функціях, що сприяють просуванню цих секторів . 

## Історія
Міністерство культури було створено 1991 року; до цього Міністерство внутрішніх справ (DIA) здійснювало нагляд і підтримку функцій мистецтва та культури. 
Компанія MCH була заснована в 1999 році при злитті колишнього Міністерства культури та історії та спадкової функції DIA, а також деяких функцій від Департаменту охорони та Міністерства торгівлі .   Метою злиття функцій та відомств було створення цілісного, не фрагментованого сектору культури та спадщини, а не розповсюдження служб та функцій у кількох різних відділах.  
Міністр з питань культури Марі Хаслер наглядала за переходом функцій у нове відомство.  Депутат від опозиційної платформи Джудіт Тізард, яка пізніше буде служити асоційованим міністром у П'ятому уряді праці Нової Зеландії, звинуватила реструктуризацію у "будь-якому ажіотажі, без суті", якому бракувало фінансування та людських ресурсів, необхідних для ефективності. 
На момент свого заснування міністром, відповідальним за міністерство, був міністр культури та спадщини. Ця посада зараз відома як Міністр з питань мистецтва, культури та спадщини . 

## Функції
Міністерство консультує уряд з питань політики та питань, пов'язаних із мистецтвом, культурою, спадщиною, спортом, рекреацією та радіомовленням. Воно фінансує 17 інших установ, які також підтримують ці сектори  опікується пам’ятками, меморіалами війни та військовими могилами по всій Новій Зеландії, а також бере участь у ряді проектів, що пропагують та документують історію Нової Зеландії. 

### Агентства
- Творча Нова Зеландія (Рада мистецтв Нової Зеландії)
- Новозеландська музична комісія
- Симфонічний оркестр Нової Зеландії
- Королівський новозеландський балет
- Te Matatini Society Inc.
- Орган зі стандартів мовлення
- Новозеландська кінокомісія
- NZ в ефірі
- Радіо Нова Зеландія Інтернаціонал
- Трест Антарктичної спадщини
- Спадщина Нової Зеландії
- Музей Нової Зеландії Te Papa Tongarewa (Te Papa)
- Ngā Taonga Sound & Vision
- Pukaki Trust
- Трест Te Māori Manaaki Taonga
- Спорт без наркотиків Нова Зеландія
- Спорт Нова Зеландія (Sport NZ)

### Опіка
У 2014 році міністерство стало опікуном колекції архіву TVNZ від імені корони.  Першим керівником архіву було призначено Ngā Taonga Sound &amp; Vision. Колекція архіву TVNZ містить понад 600 000 годин телебачення, що охоплює майже 55 років історії суспільного телебачення Нової Зеландії.  Він включає знаковий новозеландський контент, такий як документальні фільми, драми, спортивні програми  та всі новини ТВНЗ, що транслюються з грудня 1986 по 2014 рік.   На брифінгу в 2014 році міністру Крейгу Фоссу міністерство зазначило, що довготривале збереження колекції архіву TVNZ не співпадає з діловими потребами мовника та перенесення колекції на корону дозволить належним чином зберегти колекцію.  І міністерство, і TVNZ відверто хотіли забезпечити збереження архіву та надання його все більшої доступності для повторного використання через онлайн-трансляцію та інші засоби. 

### Історія та спадщина
Міністерство підтримує дослідження та просування історії Нової Зеландії. Сюди входить публікація книг історії та електронних книг Нової Зеландії та ряд вебсайтів. Керовані сайти міністерства включають: 
- Історія Нової Зеландії Інтернет (NZHistory)
- Te Ara: Енциклопедія Нової Зеландії
- Словник біографії Нової Зеландії (DNZB)
- Тропи Ngā Tapuwae [11]
- WW100, офіційна програма з сторіччя першої світової війни Нової Зеландії [12]
- Визначні пам'ятки Whenua Tohunga [13]

Девід Грін, історик, який працює в міністерстві, виявив, що в кампанії Галліполі було задіяно значно більше персоналу Нової Зеландії, ніж це було зафіксовано в офіційній історії Фреда Вайта - новозеландців в Галліполі . У вересні 2013 року кількість Вайєта, яка складала близько 8 500 чоловіків, була виправлена приблизно до 13 000. 
Орієнтири Whenua Tohunga - це партнерство між MCH, департаментом збереження Te Papa Atawhai, Heritage New Zealand Pouhere Taonga та Міністерством бізнесу, інновацій та зайнятості . Програма сприяє та заохочує людей відвідувати історичні та культурні місця Нової Зеландії. Орієнтири вже розпочаті в Північній частині та Отаго. 

### Законодавство
Міністерство також несе відповідальність за нагляд за десятками чинних актів та постанов.  До них належать: 
- Прийняття таких наказів у Раді : 
  - Кентерберійський землетрус (Закон про історичні місця) наказ 2011 року [17]
  - Телебачення Нова Зеландія (відділення передачі бізнесу) наказ 2003 року [18]
  - Положення про вибори довіри в історичних місцях 1993 р. [19]
- Адміністрація таких актів парламенту : 
  - Закон про мовлення 1989 р. [20]
  - Закон про телебачення Нової Зеландії 2003 року [21]
  - Закон про захищені об'єкти 1975 року [22]
  - Закон про історичні місця 1993 р. [23]
  - Закон про меморіал національної війни 1992 р. [24]
  - Закон про радіо Нової Зеландії 1995 року [25]
  - Акт про День Анзака 1966 р. [26]
  - Закон про кінокомісію в Новій Зеландії 1978 року [27]
  - Закон про захист прапорів, емблем та імен 1981 р. [28]
  - Закон про реформування архівів, культури та спадщини 2000 року [29]
  - Закон про музей Нової Зеландії Te Papa Tongarewa 1992 [30]
  - Рада мистецтв Нової Зеландії Тої Аотеароа 1994 року [31]
  - Закон про кінокомісію в Новій Зеландії 1978 року
- Консультаційні обов'язки відповідно до багатьох актів, що стосуються Договору про врегулювання Вайтангі . 
  - Блок Порт Ніколсон (Taranaki Whānui ki Te Upoko o Te Ika) Закон про врегулювання претензій 2009 року [32]
  - Закон про врегулювання претензій Нгаа Рауру Кітахі 2005 року [33]

## Міністри
Міністерство обслуговує три портфелі, трьох міністрів та асоційованого міністра. 
| Officeholder     | Portfolio(s)                                            | Other responsibilities                                        |
| ---------------- | ------------------------------------------------------- | ------------------------------------------------------------- |
| Джасінда Ардерн  | новозеландський політик, прем'єр-міністр Нової Зеландії |                                                               |
| Грант Робертсон  | Міністр спорту та відпочинку                            | Асоційований міністр з питань мистецтва, культури та спадщини |
| Кармель Сепулоні |                                                         | Асоційований міністр з питань мистецтва, культури та спадщини |
| Кріс Фаафой      | Міністр радіомовлення, зв'язку та цифрових ЗМІ          |                                                               |